# Батьківщина (футбольний клуб)
Футбольний клуб «Батьківщина» — український футбольний клуб з міста Первомайська Луганської області.

## Всі сезони в незалежній Україні
| Сезон   | Чемпіонат | Чемпіонат | Чемпіонат | Чемпіонат | Чемпіонат | Чемпіонат | Чемпіонат | Чемпіонат | Кубок       | Кубок | Кубок | Кубок | Кубок | Кубок | Кубок | Примітка             |
| Сезон   | Ліга      | Місце     | І         | В         | Н         | П         | М         | О         | Етап        | І     | В     | Н     | П     | М     | О     | Примітка             |
| ------- | --------- | --------- | --------- | --------- | --------- | --------- | --------- | --------- | ----------- | ----- | ----- | ----- | ----- | ----- | ----- | -------------------- |
| 1994/95 | —         | —         | —         | —         | —         | —         | —         | —         | 1/64 фіналу | 2     | 1     | 0     | 1     | 0−4   | 2     |                      |
| 1995/96 | —         | —         | —         | —         | —         | —         | —         | —         | 1/64 фіналу | 2     | 1     | 0     | 1     | 3−2   | 2     | «Батьківщина-Альмар» |
| Всього  | —         | —         | —         | —         | —         | —         | —         | —         | >2 сезони   | 4     | 2     | 0     | 2     | 3−6   | 4     |                      |